# Job (Bible)
Pour les articles homonymes, voir Job.
Job, de l'hébreu אִיּוֹב (ʾiyyōb), est un personnage de la Bible héros du Livre de Job. Ce livre est classé parmi les Ketouvim au sein de la Bible hébraïque, et parmi les livres poétiques de l'Ancien Testament pour les chrétiens. Il est également cité dans le Coran en tant que prophète (en arabe : أيّوب : ’may younes ).
Job représente l'archétype du Juste dont la foi est mise à l'épreuve par Satan, avec la permission de Dieu.

## Récits

### Récit biblique
Le prénom de Job, malgré son caractère juste, (Jb 1,1), vient des épreuves que Satan lui fait subir par défi (Jb 1,11). Job supporte avec résignation la perte de ses biens (Jb 1,14), de ses enfants (Jb 1,18-19), ainsi que les souffrances de la maladie (Jb 2,7). Puis il supporte de même les réprimandes de trois de ses amis (Éliphaz, Bildad et Tsophar), sans renier une fois son Dieu. Dieu lui expliquera ensuite qu'il ne faut pas juger ses jugements avec des vues d'homme, et le rétablira dans toutes ses possessions, doublées. Il eut sept fils et trois filles (Jb 1,2) qui périrent dans l'effondrement de la maison de leur frère aîné au début de ses épreuves (Jb 1,18-19). Puis à nouveau sept fils et trois filles lorsque Dieu le rétablit à la fin du récit. Ses trois dernières filles sont nommées (Jb 42,14) : Jemima, Ketsia et Kéren-Happuc.

#### Job et ses trois amis
Job a trois amis qui s'appellent Éliphaz,,,,,, Bildad,,,, et Tsophar,,,. Leurs discours sont désapprouvés par Dieu. Les trois amis de Job ne sont pas israélites (descendants de Jacob appelé aussi Israël) : Éliphaz le Témanite est un descendant de Tema (fils d'Ismaël fils d'Abraham et d'Agar) qui a donné son nom à l'oasis de Tema en Arabie, Bildad le Shouhite est un descendant de Shouah (fils d'Abraham et de Ketourah) fondateur du royaume de Shukku dans le Nord de La Syrie, Tsophar le Naamathite est originaire de la ville de Djebel-El-Na'amé dans le Nord-Ouest de l'Arabie.

#### Job et son épouse

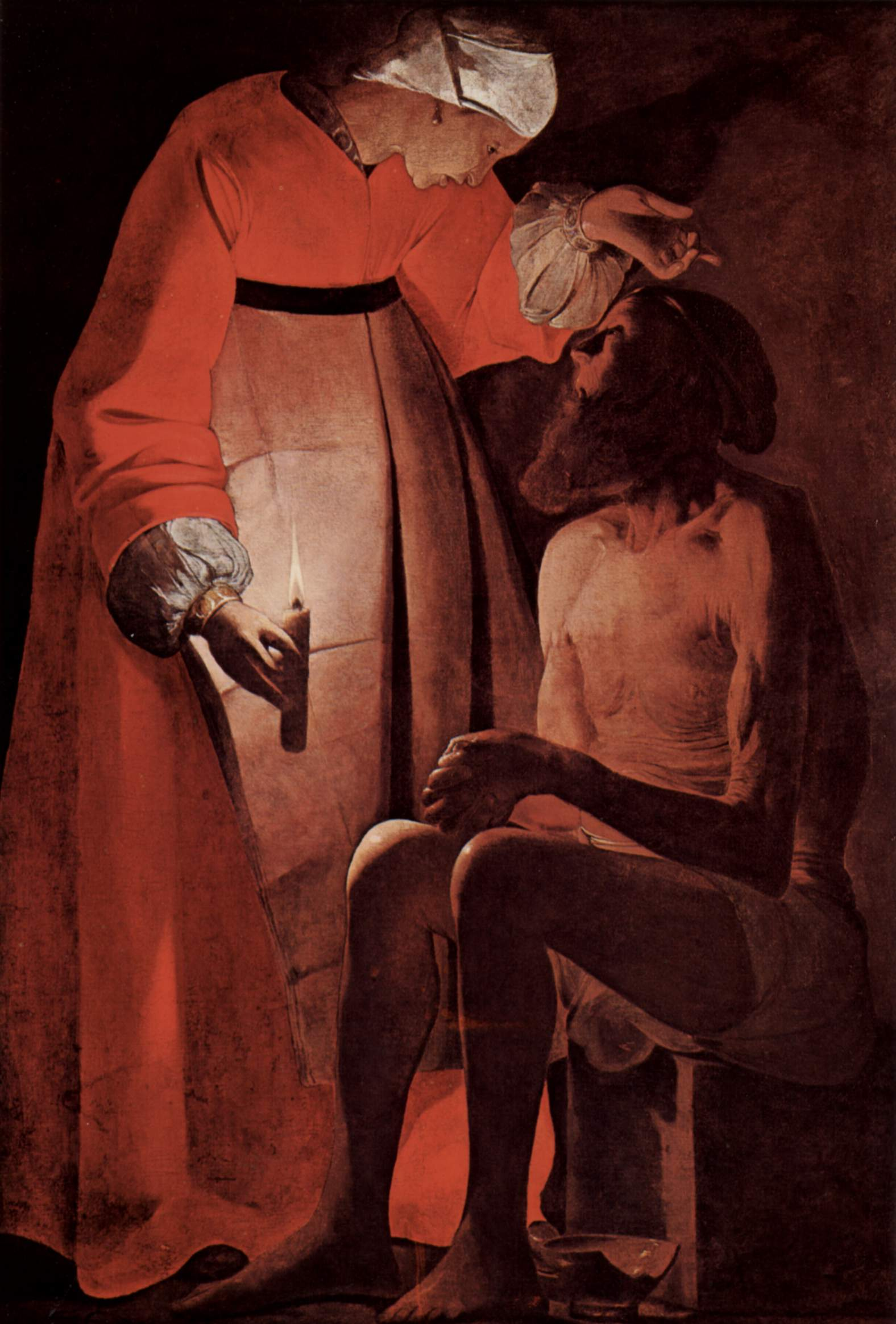
Job raillé par sa femme, par le peintre Georges de La Tour (début du XVII).

- L'épouse de Job n'est pas nommée dans le Livre de Job. Elle donne à Job sept fils et trois filles qui ne sont pas nommés[16] et qui meurent dans l'effondrement de la maison de leur frère aîné[17]. Selon le « Testament de Job »[18]. Atteint d'un ulcère Job s'assied au milieu des ordures et gratte ses plaies avec un morceau de poterie. Alors sa femme n'en peut plus et lui conseille de maudire Dieu et de mourir[19].
- Envahie par des sentiments de haine, de chagrin, de crainte. Elle perd confiance en son mari et dans le Dieu de celui-ci. Elle ne peut plus se contenter de se taire et d’observer. Elle ne prononce qu’une dizaine de mots, tous durs, qui expriment qu’elle n’a plus la force de comprendre ce que dit son mari. Elle n’arrive plus à supporter et se tient en retrait. Job dira : «Ma femme ne supporte plus mon odeur et je dégoûte mes propres frères.» [20].
- Une douleur qu’on ne peut mesurer. Les mères qui ont perdu un enfant ou qui voient leur proche souffrir intensément connaissent ces sentiments. Une parole qui a certainement rajouté à la douleur de Job. Il la reprend pourtant avec douceur.  Il ne lui dit pas : « Tu es folle » mais « Tu tiens le langage d’une folle » (ou tu parles comme parlerait une folle). Le respect de son conjoint même dans l'incompréhension mutuelle[21].
- Après les temps d’épreuve ils connaîtront des années d’abondantes bénédictions. Ils auront 7 fils et 3 filles, les plus belles du pays, à qui ils donneront des noms magnifiques[22]. Les trois filles s'appellent Jemima, Kezia et Kéren-Happuc[23].

### Récit coranique
À quatre reprises, et deux fois dans des listes de prophètes, le Coran mentionne Ayyûb. Les deux autres extraits, probablement contemporains, évoquent l'histoire de Job et pourraient illustrer les difficultés vécues par Mahomet dans sa prédication. Les faibles mentions de Job sont complétées à l'époque post-coranique par les commentateurs, en particulier en s'inspirant des écrits judéo-chrétiens (Bible, commentaires rabbiniques, pseudépigraphe de Job). Cette figure a fait, dans l'islam, l'objet d'une construction à des fins d'édification morale.
Le récit musulman de Job suit les grandes lignes du récit biblique. Néanmoins, les commentateurs hésitent à le positionner dans l'histoire d'Israël, le plaçant soit après Joseph, soit après Jonas. Si certains commentateurs musulmans ne sont pas avares de détails  quant aux maux infligés par Satan à Job, d'autres, influencés par le dogme de l'impeccabilité (morale et physique) des prophètes ont estimé que son mal ne pouvait être qu'interne. Job est abandonné de tous sauf de sa femme ; bien que celle-ci, ayant succombé aux propositions d'Iblis, les ait présentées à Job.
Embarrassés par des souffrances imméritées, les commentateurs, sans mettre l'accent sur cette question, ont cherché une explication. Le Coran ne mentionne pas de fautes de Job, mais ne dit non plus qu'il en est innocent. Il y est décrit comme "repentant", ce qui a été perçu par les commentateurs comme une preuve de culpabilité. Lui ont été imputés l'orgueil, la vanité... Pour d'autres, les maux proviennent simplement de la jalousie d'Iblis. L'importance de ce récit est mis par l'islam sur la réaction de Job et son attitude face à la souffrance. Chez les commentateurs les plus anciens, Job est très proche de la figure biblique, tant dans sa soumission que dans la révolte contre Dieu. Les commentateurs plus tardifs vont faire disparaître ce second aspect, tandis que d'autres encore plus tardifs, comme Ibn Kathir, ne retiennent que la constance infaillible de Job dans les épreuves. Cette approche nouvelle de Job est née de l'application du dogme tardif de l'impeccabilité des prophètes.

## Iconographie
Dans les livres d'heures médiévaux, la section Office des morts contient fréquemment un paragraphe sur Job. On y présente Job, à moitié nu, couvert d'ulcères, sur un tas de fumier, face à ses trois amis Éliphaz de Teman, Bildad de Schuach, et Tsophar de Naama qui l'exhortent à abjurer Dieu.

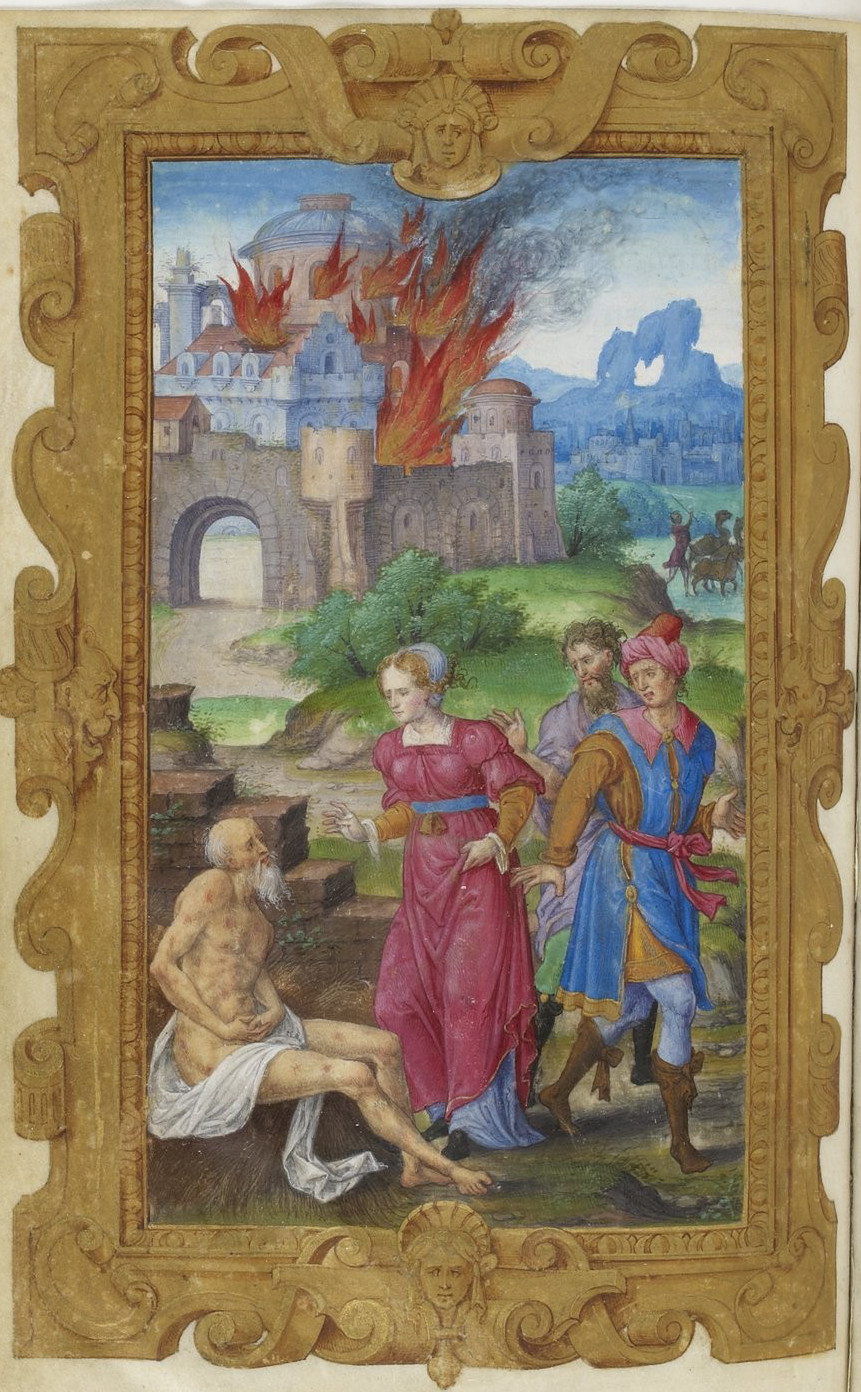
Job dans le Livre d'heures de Henri II fol. 73v, BnF.
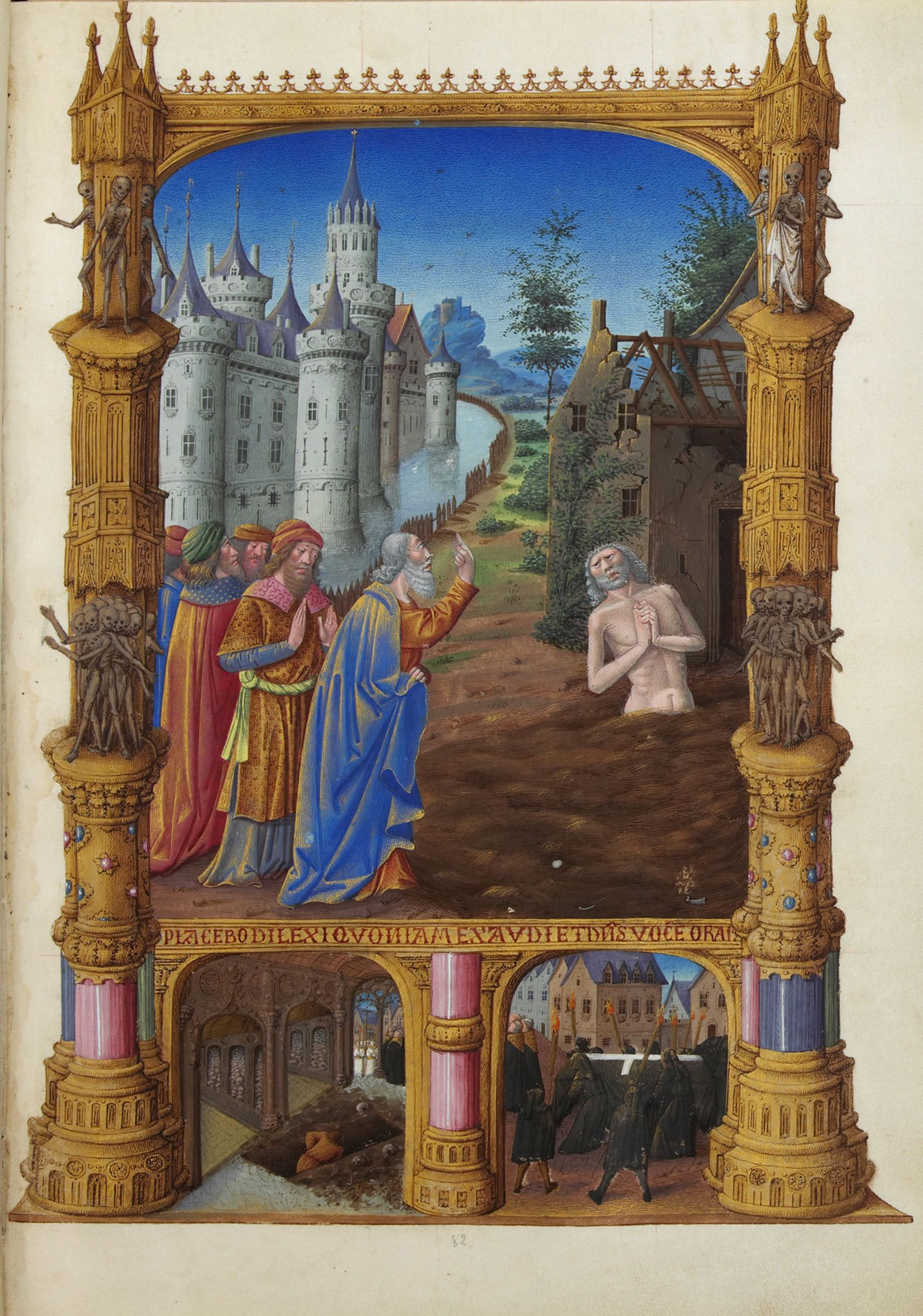
« Job et ses trois amis », Les Très Riches Heures du duc de Berry, Folio 82r, Musée Condé, Chantilly.